# Halule
Halule (Ḫalulê en akkadien, transcription littérale des signes cunéiformes Ha-le-lu-e) est une ancienne ville située en Babylonie dont les ruines supposées sont censées se trouver près de Bagdad. Cette cité est principalement connue pour la bataille de Halule, en 691 av. J.-C., qui opposa les armées du roi assyrien Sennachérib et les armées combinées des babyloniens, des araméens, des chaldéens, des élamites et des habitants des Monts Zagros.